# Gilbert Cesbron
Gilbert Cesbron (Paris, 13 de janeiro de 1913 — 12 de agosto de 1979) foi um escritor francês de inspiração católica.

## Obras

### Romances
- Les Innocents de Paris (1944)
- On croit rêver (1945)
- La Tradition Fontquernie (1947)
- Notre prison est un royaume (1948), [1]
- La Souveraine (1949)
- Boismort où l'oiseau chante (1950)
- Les saints vont en enfer (1952), [1]
- Chiens perdus sans collier (1954), éditions Robert Laffont, [1].
- Vous verrez le ciel ouvert (1956),  ex. vendus[1]
- É mais tarde do que pensas - no original Il est plus tard que tu ne penses (1958),  ex. vendus[1]
- Avoir été[2] (1960)
- Entre cães e lobos - no original Entre chiens et loups (1962)
- Une abeille contre la vitre (1964)
- C’est Mozart qu’on assassine (1966), ex. vendus[1]
- Je suis mal dans ta peau (1969)
- Voici le temps des imposteurs (1972)
- Don Juan en automne (1975)
- Mais moi je vous aimais[3] (1977), 1 034 000 ex. vendus[1]
- Compagnons de la nuit (1938, édité en 1995)

### Contos e novelas
- D’Outremonde (Colectânea de 23 contos) (1949)
- Traduit du vent (1951)
- Tout dort et je veille (1959)
- La Ville couronnée d’épines (1964)
- Des enfants aux cheveux gris (1968)
- Un vivier sans eau (1979)
- Leur pesant d’écume (1980)
- Tant d’amour perdu (1981)

### Ensaios
- Chasseur maudit (1953)
- Ce siècle appelle au secours (1955)
- Libérez Barabbas (1957)
- Une sentinelle attend l’aurore (1965)
- Lettre ouverte à une jeune fille morte (1968)
- Ce que je crois[4] (1970)
- Des leçons d’abîme (1971)
- Mourir étonné (1976)
- Huit paroles pour l’éternité (1978)
- Passé un certain âge ( 1980)
- La regarder en face, (meditações sobre a morte) Éditions Robert Laffont, (1982), Mille copeaux d’ébène, L’écluse, Un mémorial de marbre noir, « Il y avait là un jardin… ».

### Teatro
- Il est minuit, docteur Schweitzer, suivi de Briser la Statue (1952), 757 000 ex. vendus[1]
- L’Homme seul, suivi de Phèdre à Colombes et de Dernier Acte (grand prix d’art dramatique, Enghien, 1961)
- Mort le premier, suivi de Pauvre Philippe (1970)

### Diversos
- Torrent (poèmes) (1934)
- Les Petits des Hommes (album de photos avec texte) (1954)
- Il suffit d’aimer (récit de la vie de sainte Bernadette ; scénario du film éponyme réalisé par Robert Darène) (1960)
- Journal sans date (tome 1) (1963)
- Tant qu’il fait jour (Journal sans date, tome 2) (1967)
- Un miroir en miettes (Journal sans date, tome 3) (1973)
- Merci l’oiseau ! (poèmes) (1976)
- Ce qu’on appelle vivre (propos recueillis par Maurice Chavardès) aux éditions Stock, 1977
- Bonheur de rien (1979)
- Un désespoir allègre (1983)